# Balantiopteryx
Balantiopteryx é um gênero de morcegos da família Emballonuridae.

## Espécies
- Balantiopteryx infusca (Thomas, 1897)
- Balantiopteryx io Thomas, 1904
- Balantiopteryx plicata Peters, 1867